# Siptah
Siptah (1205 a.C. circa – 1187 a.C. circa) è stato un faraone della XIX dinastia egizia.

## Biografia

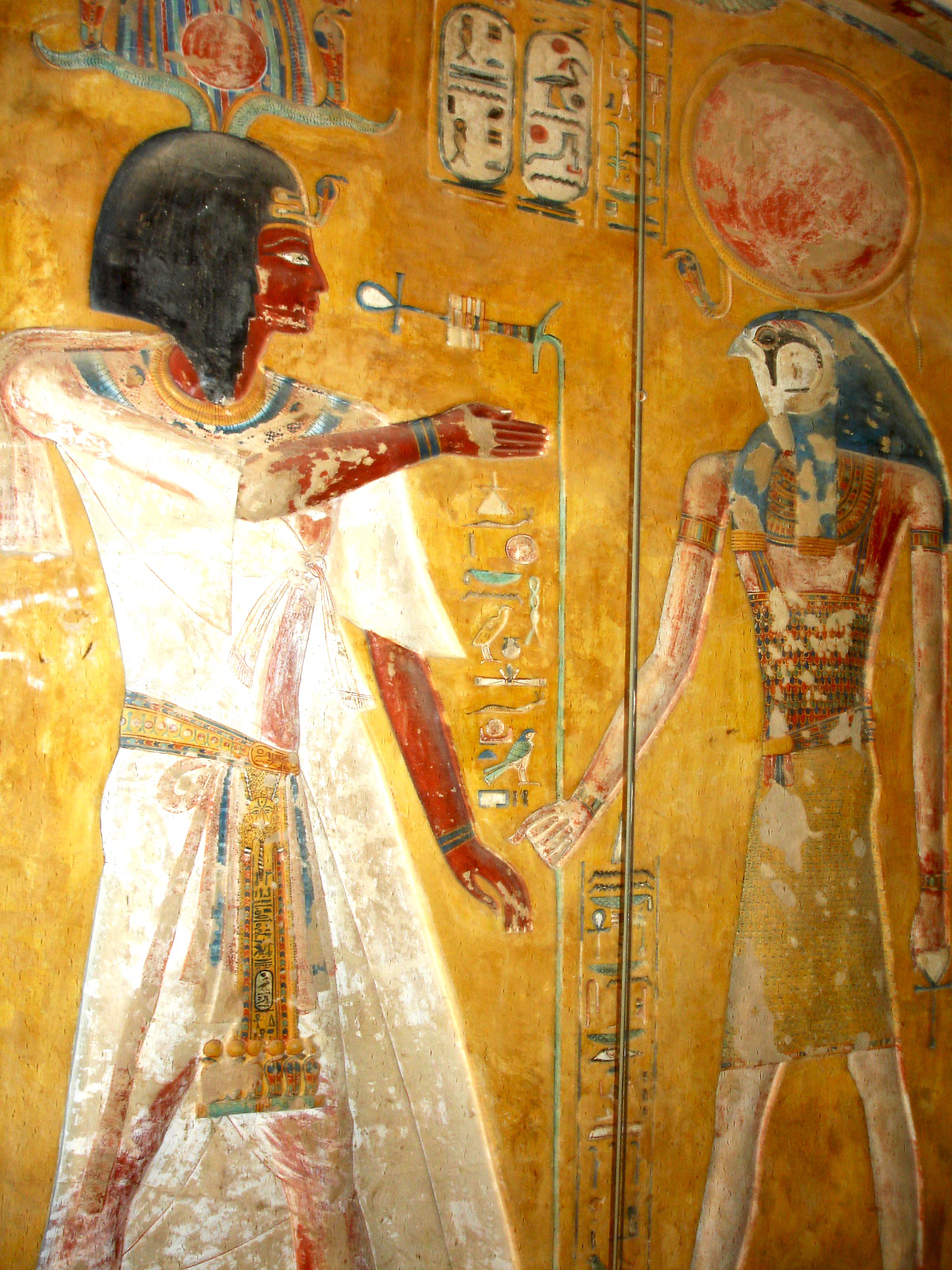
Siptah raffigurato sulle pareti della sua tomba, nella Valle dei Re

### Famiglia
L'identità dei genitori di Siptah è stata lungamente dibattuta. Si è generalmente ritenuto che fosse figlio di Seti II e della sua prima moglie, la regina Takhat, ma si è anche avanzato il nome della terza moglie di Seti, la siriana Tiaa. In tempi più recenti, l'attenzione degli studiosi si è posata su un rilievo conservato al Louvre (E 26901) in cui sono affiancati i nomi di Siptah e di una concubina reale, cananea, di nome Sutailja, la quale è ivi definita come madre di Siptah. Poco meno complicata è la discussione sull'identità del padre, dal momento che ottiene maggiori consensi l'identificazione con Seti II, mentre altre speculazioni lo vedono figlio del faraone Amenmesse poiché sia Amenmesse che Siptah furono considerati illegittimi durante la XX dinastia, mentre Seti II no. In ogni modo Siptah dovette essere figlio di un Faraone, in quanto una sua statua, mancante della testa, conservata a Monaco di Baviera, lo mostra seduto sulle ginocchia di un Faraone.

### Regno
Siptah salì al trono (nella data I Peret giorno 2, nel mese di dicembre) tra i 10 e i 12 anni d'età e regnò per poco più di cinque, morendo non ancora ventenne. Nonostante la giovane età e la durata del regno, egli occupa una posizione non trascurabile: infatti fu l'ultimo re della discendenza maschile di Seti I e Ramesse II, e solo il biennio di governo della regina Tausert, vedova di Seti II e probabilmente matrigna di Siptah stesso, lo separa dalla fine effettiva della dinastia.

La minore età di Siptah comportò, con ogni probabilità, una fase di reggenza, che però non ha lasciato prove documentali. Secondo alcuni storici, la reggente sarebbe stata la Grande Sposa Reale di Seti II, Tausert.

Per ragioni che ci sono del tutto sconosciute tra il 2º ed il 3º anno di regno Siptah modificò la sua titolatura cambiando il nomen da Ramesse Siptah a Merenptah Siptah. Questa modifica venne riconosciuta per la prima volta da Alan Gardiner, mentre prima si era creduto che Ramesse Siptah e Meremptah Siptah fossero due personaggi diversi.

### Il cancelliere Bay

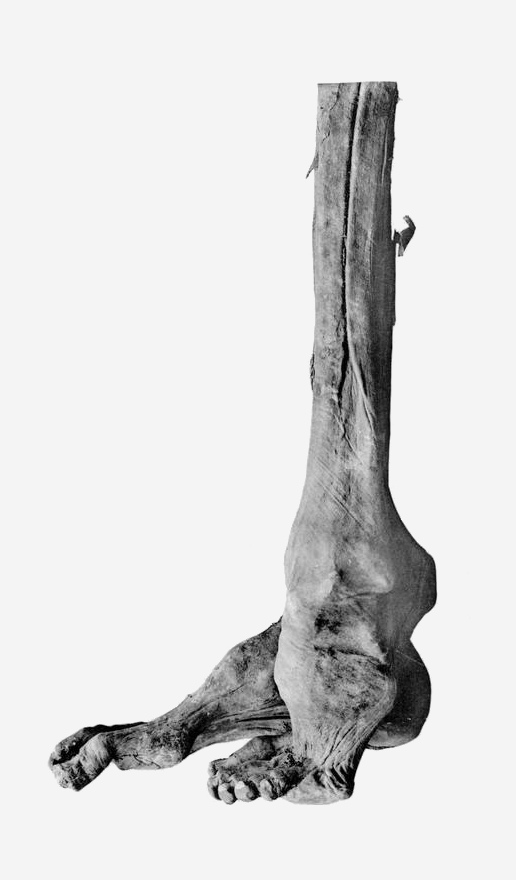
La deformazione di cui ebbe a patire Siptah, così come appare sulla mummia, unica tra le salme dei faraoni a presentare una marcata deformità fisica (fotografia dell'anatomista G.Elliot Smith, 1912).

Un'importante figura legata ai regni di Siptah e di Tausert è quella di Bay, un alto funzionario forse di origine siriana, che indica sé stesso come Grande Sovrintendente dei Sigilli dell'intero Paese, Colui che pose il Re sul trono di Suo Padre; amato dal suo Signore: Bay, e che in alcune figurazioni compare in piedi dietro al trono di Siptah, o in piedi subito dietro al medesimo che fa offerte ad Amon: una posizione inusuale per un personaggio non nobile.
Bay giocò un ruolo importante nelle vicende destinate a chiudere la XIX dinastia, prima di essere giustiziato, per motivi non ben noti, come attesta l'ostrakon IFAO 1864: 
<< Anno 5, III Shemu, giorno 27. In questo giorno è venuto lo scriba della tomba, Paser, annunciando: "Il Faraone - Vita, Prosperità, Salute - ha ucciso il grande nemico Bay." >>
L'epiteto che Bay si era attribuito (Colui che pose il Re sul trono di Suo Padre), unito alla circostanza che Tausert, una volta salita al trono, adottò una datazione degli anni di regno che la collocava immediatamente dopo Seti II e fece scalpellare i cartigli di Siptah) potrebbe provare come la successione non fosse più incontestata come in passato, e che vi fossero fazioni in lotta per il trono (vedi anche Amenmesse).

## Sepoltura e mummia
Siptah venne sepolto nella tomba KV47 della Valle dei Re approntata per lui ma non terminata e dove i cartigli del sovrano risultano enigmaticamente prima erasi e poi riscritti. La sua mummia è stata rinvenuta, come molte altre, nella tomba di Amenhotep II (KV35) dall'archeologo Victor Loret nel marzo del 1898; vi era stata traslata in epoca più tarda - durante il pontificato di Pinedjem II, Primo Profeta di Amon ai tempi della XXI dinastia, sotto il faraone Siamon - quando si capì che la tomba KV35 risultava più sicura delle altre dalle predazioni. La salma del giovane faraone mostra che questi soffrì di piede equino, forse conseguenza di una poliomielite contratta nell'infanzia; nemmeno il processo di imbalsamazione riuscì a dissimulare tale deformità, ben visibile sulla mummia. La mummia ha inoltre rivelato che il giovane sovrano doveva avere una statura di circa 1 metro e 60 e ricci capelli castani tendenti al rossiccio.
Il 3 aprile 2021 la sua mummia è stata traslata con la Parata d'oro dei faraoni dal vecchio Museo Egizio al nuovo Museo nazionale della Civiltà egiziana.

## Titolatura
Anni di regno 1 - 2
| G5 |

| G5 |

| E1 · D40 | mr | D36 | V28 | p | n · n · n | s | S34 | N16 · nb · Aa15 | D28 · Z1 | f · N5 · Z1 | nb |

| E1 · D40 | mr | D36 | V28 | p | n · n · n | s | S34 | N16 · nb · Aa15 | D28 · Z1 | f · N5 · Z1 | nb |

| E1 · D40 | mr | D36 | V28 | p | n · n · n | s | S34 | N16 · nb · Aa15 | D28 · Z1 | f · N5 · Z1 | nb |

| E1 · D40 | mr | D36 | V28 | p | n · n · n | s | S34 | N16 · nb · Aa15 | D28 · Z1 | f · N5 · Z1 | nb |

| E1 · D40 | mr | D36 | V28 | p | n · n · n | s | S34 | N16 · nb · Aa15 | D28 · Z1 | f · N5 · Z1 | nb |

| E1 · D40 | mr | D36 | V28 | p | n · n · n | s | S34 | N16 · nb · Aa15 | D28 · Z1 | f · N5 · Z1 | nb |

| E1 · D40 | mr | D36 | V28 | p | n · n · n | s | S34 | N16 · nb · Aa15 | D28 · Z1 | f · N5 · Z1 | nb |

| E1 · D40 | mr | D36 | V28 | p | n · n · n | s | S34 | N16 · nb · Aa15 | D28 · Z1 | f · N5 · Z1 | nb |

| G16 |

| G16 |

| s | O29 · D36 | G1 | Y1 | O28 | W24 · O49 |

| s | O29 · D36 | G1 | Y1 | O28 | W24 · O49 |

| G8 |

| G8 |

|  |

|  |

|  |

|  |

|  |

|  |

|  |

|  |

| M23 · X1 | L2 · X1 |

| M23 · X1 | L2 · X1 |

| N5 | s | N28 | n · N36 | i | mn · n |

| N5 | s | N28 | n · N36 | i | mn · n |

| N5 | s | N28 | n · N36 | i | mn · n |

| N5 | s | N28 | n · N36 | i | mn · n |

| N5 | s | N28 | n · N36 | i | mn · n |

| N5 | s | N28 | n · N36 | i | mn · n |

| N5 | s | N28 | n · N36 | i | mn · n |

| N5 | s | N28 | n · N36 | i | mn · n |

| G39 | N5 |

| G39 | N5 |

| C2 | F31 | O34 · O34 | X1 · Z1 | p · t | V28 |

| C2 | F31 | O34 · O34 | X1 · Z1 | p · t | V28 |

| C2 | F31 | O34 · O34 | X1 · Z1 | p · t | V28 |

| C2 | F31 | O34 · O34 | X1 · Z1 | p · t | V28 |

| C2 | F31 | O34 · O34 | X1 · Z1 | p · t | V28 |

| C2 | F31 | O34 · O34 | X1 · Z1 | p · t | V28 |

| C2 | F31 | O34 · O34 | X1 · Z1 | p · t | V28 |

| C2 | F31 | O34 · O34 | X1 · Z1 | p · t | V28 |

Anni di regno 2 - 6
| G5 |

| G5 |

| E1 · D40 | N36 | V28 | D36 · p · Z4 | N36 | N35A |

| E1 · D40 | N36 | V28 | D36 · p · Z4 | N36 | N35A |

| E1 · D40 | N36 | V28 | D36 · p · Z4 | N36 | N35A |

| E1 · D40 | N36 | V28 | D36 · p · Z4 | N36 | N35A |

| E1 · D40 | N36 | V28 | D36 · p · Z4 | N36 | N35A |

| E1 · D40 | N36 | V28 | D36 · p · Z4 | N36 | N35A |

| E1 · D40 | N36 | V28 | D36 · p · Z4 | N36 | N35A |

| E1 · D40 | N36 | V28 | D36 · p · Z4 | N36 | N35A |

| G16 |

| G16 |

|  |

| G8 |

| G8 |

|  |

| M23 · X1 | L2 · X1 |

| M23 · X1 | L2 · X1 |

| N5 | G25 · Aa1 | n · N5 | U21 · n |

| N5 | G25 · Aa1 | n · N5 | U21 · n |

| N5 | G25 · Aa1 | n · N5 | U21 · n |

| N5 | G25 · Aa1 | n · N5 | U21 · n |

| N5 | G25 · Aa1 | n · N5 | U21 · n |

| N5 | G25 · Aa1 | n · N5 | U21 · n |

| N5 | G25 · Aa1 | n · N5 | U21 · n |

| N5 | G25 · Aa1 | n · N5 | U21 · n |

| G39 | N5 |

| G39 | N5 |

| mr | C20 | X3 · Z1 | C20 | S3 |

| mr | C20 | X3 · Z1 | C20 | S3 |

| mr | C20 | X3 · Z1 | C20 | S3 |

| mr | C20 | X3 · Z1 | C20 | S3 |

| mr | C20 | X3 · Z1 | C20 | S3 |

| mr | C20 | X3 · Z1 | C20 | S3 |

| mr | C20 | X3 · Z1 | C20 | S3 |

| mr | C20 | X3 · Z1 | C20 | S3 |

Nella tomba KV47 della Valle dei Re il suo nome Sa-Ra compare nella forma:
| Q3 · X1 | V28 | N36 · N35 | H8 · Z1 | Q3 · X1 | V28 |

| Q3 · X1 | V28 | N36 · N35 | H8 · Z1 | Q3 · X1 | V28 |

| Q3 · X1 | V28 | N36 · N35 | H8 · Z1 | Q3 · X1 | V28 |

| Q3 · X1 | V28 | N36 · N35 | H8 · Z1 | Q3 · X1 | V28 |

mr-n-ptah s3-ptah - Merenptah Siptah - Amato da Ptah, figlio di Ptah.
| Nome Horo          | Giuseppe Flavio | anni di regno | Sesto Africano | anni di regno | Eusebio di Cesarea | anni di regno |
| ------------------ | --------------- | ------------- | -------------- | ------------- | ------------------ | ------------- |
| Ka-nekhet Merihapi | non citato      |               | non citato     |               | non citato         |               |